# Disastro dello Space Shuttle Columbia

Logo della missione.

Il disastro dello Space Shuttle Columbia è l'incidente che causò la perdita dello Space Shuttle Columbia la mattina (ore 09:00:58) del 1º febbraio 2003, nel corso della missione STS-107 partita il 16 gennaio dello stesso anno. La navicella si disintegrò nei cieli del Texas durante la fase di rientro nell'atmosfera terrestre pochi minuti prima dell’atterraggio previsto, ad una altitudine di quasi 60 km. Tutti e sette gli astronauti a bordo morirono. Fu la seconda volta che uno Space Shuttle venne perso durante una missione: la prima coinvolse lo Space Shuttle Challenger nel 1986.

## Equipaggio

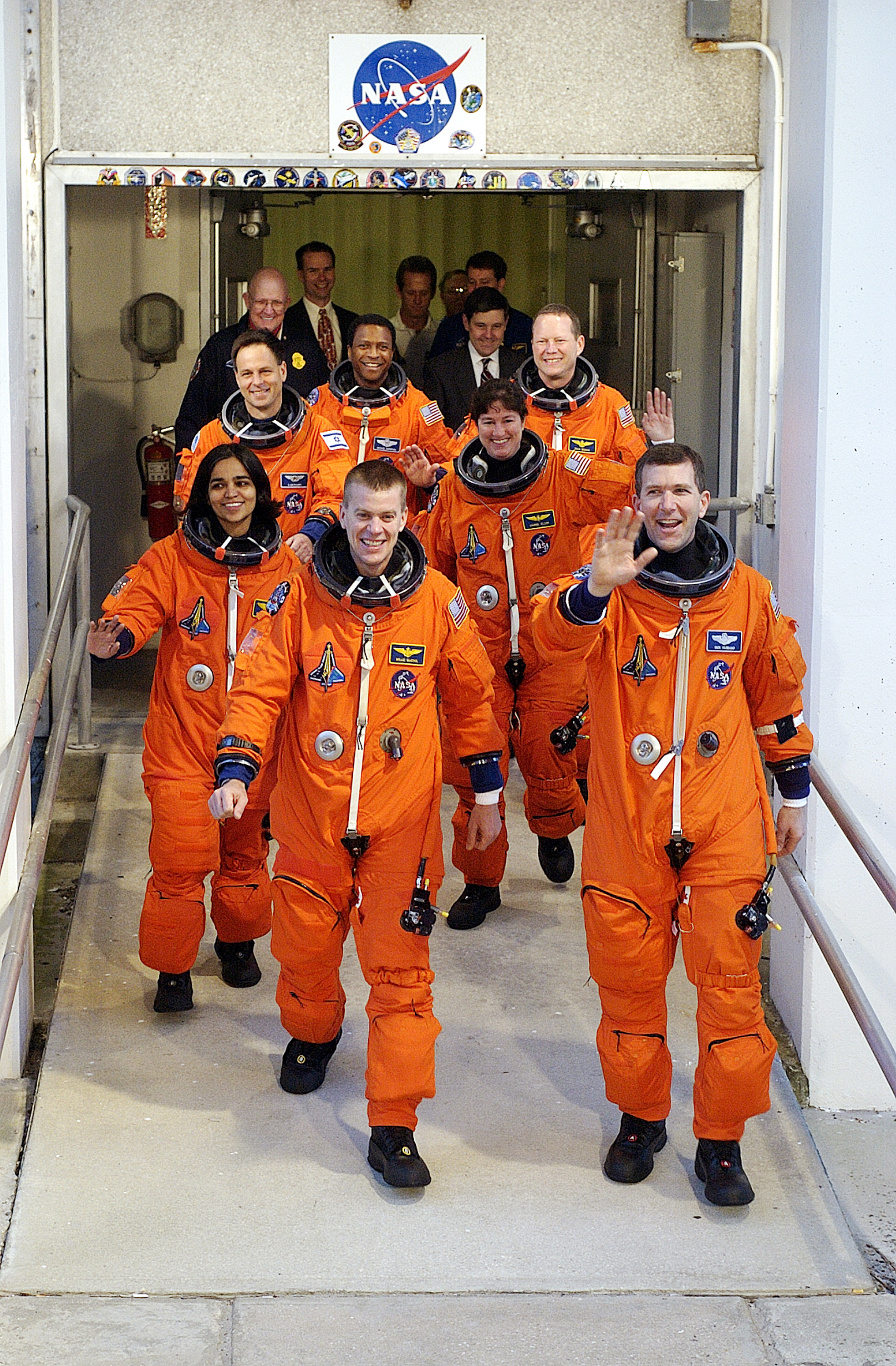
L'equipaggio del STS-107

- Comandante: Rick Husband, colonnello dell'US Air Force e ingegnere meccanico, aveva già pilotato uno Space Shuttle durante il primo aggancio alla Stazione spaziale internazionale;
- Pilota: Willie McCool, capitano di fregata della US Navy;
- Specialista di missione: Kalpana Chawla, indiana di nascita, tecnica ed ingegnere aerospaziale alla sua seconda missione spaziale;
- Responsabile del carico: Michael Anderson, tenente colonnello dell'US Air Force e fisico, aveva in carico la parte scientifica della missione;
- Specialista di missione: Laurel Clark, capitano di vascello della Marina statunitense e medico di bordo. Essendo zoologa, Clark lavorava a diversi esperimenti biologici;
- Specialista di missione: David Brown, capitano di vascello della marina statunitense, addestrato come pilota e medico di bordo. Brown lavorava a diversi esperimenti scientifici;
- Specialista del carico: Ilan Ramon, esperto elettronico, colonnello dell'aviazione israeliana e primo astronauta israeliano.

## Impatto di detriti durante il lancio
La missione STS-107 venne ritardata ben 13 volte nel corso di due anni (nonostante fosse programmata come la 107ª missione, fu di fatto la 113ª) dalla sua data di lancio originale (11 gennaio 2001) a quella effettiva (16 gennaio 2003). Il ben pubblicizzato lancio venne ritardato anche a causa di alcuni malfunzionamenti del sistema di propulsione dello Shuttle occorsi un mese prima del 19 luglio 2002 (un'altra data di lancio programmata), ma la commissione di indagine determinò che questo ritardo non ebbe nulla a che vedere con la catastrofe accaduta sei mesi più tardi.
Il filmato che riprese minuziosamente il decollo fu accuratamente ispezionato due ore dopo il lancio, ma non rivelò nulla di inusuale. Il giorno seguente, un filmato ad altissima risoluzione elaborato durante la notte rilevò che un pezzo di schiuma isolante, caduto dal serbatoio esterno 81,9 secondi dopo il lancio, era andato ad impattare contro l'ala sinistra della navicella, vicino ai pannelli RCC dal 5 al 9 e causando un'ammaccatura larga 10 cm e profonda circa 8 cm. Poco dopo, ci furono tre richieste distinte in orbita per avere immagini più dettagliate che determinassero l'entità del danno. Secondo il rapporto della commissione, il Mission Management Team dichiarò l'impatto di detriti come un "turnaround" issue e non procedettero ad una richiesta di immagini.

## Distruzione durante il rientro

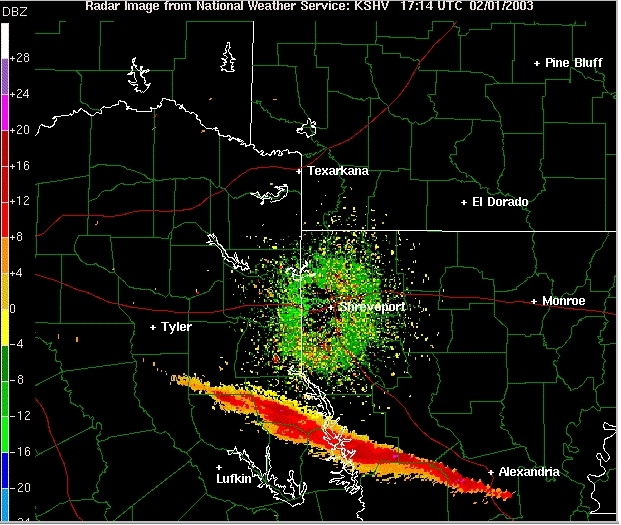
I detriti del Columbia sopra il Texas e
la Louisiana

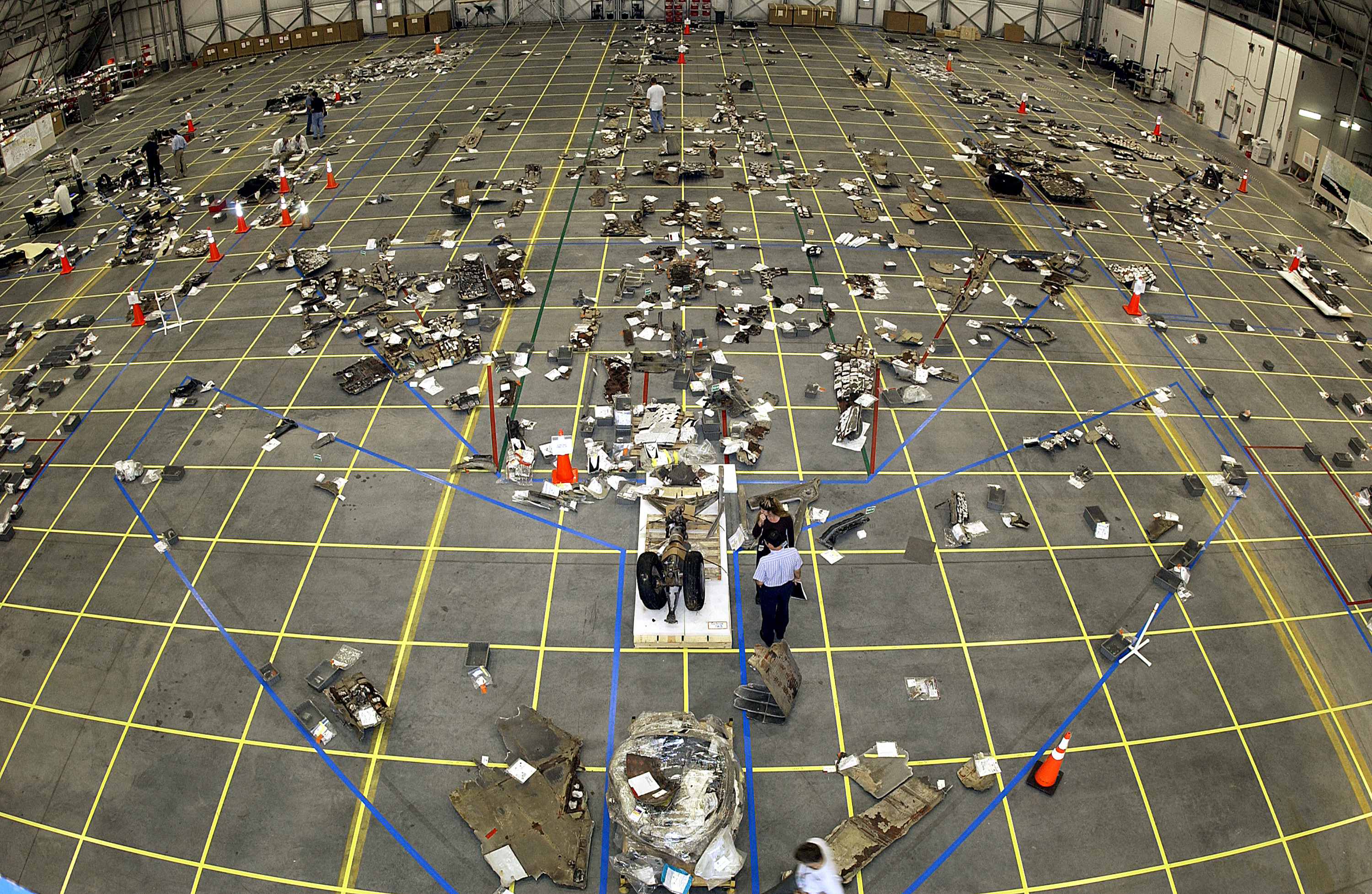
I detriti del Columbia in un hangar della NASA per essere analizzati

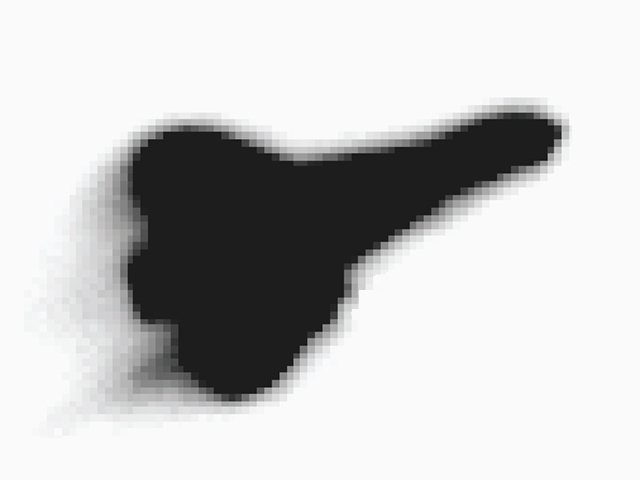
Immagine ripresa da terra del Columbia durante il rientro. Si possono notare dei detriti che si staccano dall'ala sinistra (in basso)

Alle 2:30 (meridiano EST degli USA) del 1º febbraio 2003, la Squadra di Controllo del Volo di Rientro (EFCT) inizia il lavoro al Centro di Controllo della Missione (MCC). La EFCT non sta lavorando su nessun tipo di problema sull'orbita di rientro pianificata per il Columbia. In particolare, il team stima come non preoccupante l'impatto subito dall'ala sinistra nella fase di ascesa e utilizza la tipica procedura di rientro: eseguono la checklist per l'uscita dall'orbita e per le procedure di rientro. L'addetto alla meteorologia, con l'aiuto dei piloti nel Shuttle Training Aircraft, valuta le condizioni climatiche sul luogo dell'atterraggio al John F. Kennedy Space Center. Nel momento della decisione di far uscire dall'orbita lo Shuttle, circa 20 minuti prima dell'inizio della manovra, tutte le osservazioni meteo e tutti i sistemi sono normali.
- 8:15:30 - Mentre l'orbiter vola a rovescio e di coda sopra l'oceano Indiano ad un'altitudine di 282 km, il comandante Husband e il pilota McCool eseguono l'accensione dei razzi per uscire dall'orbita. La manovra viene affrontata alla 255ª orbita ed in 2 minuti e 38 secondi i motori rallentano lo Shuttle da 7,8 km/s alla velocità necessaria al rientro in atmosfera. Durante questo intervallo, l'equipaggio avverte circa il 10% degli effetti di gravità. Non ci furono problemi in questa fase del volo, dopo la quale Husband porta il Columbia inclinato verso sinistra, a testa in avanti.
- 8:44:09 (EI+000) - l'orbiter entra distinguibilmente nell'atmosfera posta a circa 130 km detto Entry Interface sopra l'oceano Pacifico. Nel momento in cui il Columbia passa dallo spazio all'atmosfera, il calore prodotto dalla collisione delle molecole d'aria con la navicella fa aumentare la temperatura sul bordo d'attacco delle ali di circa 1.400 gradi Celsius in sei minuti. Le molecole incandescenti si illuminano e gli astronauti sul ponte di volo possono vedere l'orbiter avvolto dalla luce: è un fenomeno normale.
- 8:48:39 (EI+270) - un sensore posto su un longherone nel bordo d'attacco dell'ala sinistra mostra un innalzamento superiore a quello del precedente rientro del Columbia. Questo viene registrato solo dal Modular Auxiliary Data System e non viene osservato né dal controllo a terra né dall'equipaggio.
- 8:49:32 (EI+323) - il Columbia effettua una virata pianificata a destra. Velocità: 24,5 Mach.
- 8:50:53 (EI+404) - lo Shuttle entra nel periodo di 10 minuti dove si registrano le maggiori temperature e il massimo stress termico. Velocità: 24,1 Mach.
- 8:52:00 (EI+471) - il Columbia è situato approssimativamente 500 km a ovest della costa Californiana
- 8:53:26 (EI+557) - il Columbia attraversa la costa Californiana. Velocità: 23 Mach, Altitudine: 70,6 km
- 8:53:46 (EI+597) - iniziano ad essere avvistati dei detriti. Velocità: 22,8 Mach, Altitudine: 70,2 km
- L'aria surriscaldata che circonda l'orbiter si illumina improvvisamente e crea una scia consistente nella coda luminescente dell'orbiter
- 8:54:24 (EI+613) - il responsabile MMCS (Maintenance, Mechanical and Crew Systems) avverte il direttore di volo che quattro sensori idraulici dell'ala sinistra sono fuori scala. Le misurazioni indicano off-scale low, ovvero inferiori alla sensibilità del sensore. Fino a questo punto, per il Controllo missione il rientro sta procedendo regolarmente.
- La squadra di rientro (Entry Team) sta discutendo i sensori in avaria
- 8:54:25 (EI+614) - il Columbia attraversa il confine tra California e Nevada alla velocità di Mach 22,5 e ad una altezza di 69,3 km
- Dei testimoni osservano un chiaro flash di luce. Ne vedranno altri 18 simili nei successivi quattro minuti
- 8:55:00 (EI+651) - circa 11 minuti dopo l'ingresso nell'atmosfera, le temperature del bordo anteriore delle ali raggiungono normalmente i 1.650 °C
- 8:55:32 (EI+683) - il Columbia attraversa il confine tra Nevada e Utah. La velocità è di Mach 21,8 e si trova ad una altezza di 68 km
- 8:55:52 (EI+703) - il Columbia entra in Arizona
- 8:56:30 (EI+741) - viene effettuata una virata da destra a sinistra sopra all'Arizona
- 8:56:45 (EI+756) - il Columbia entra nel Nuovo Messico ad una velocità di Mach 20,9
- 8:57:24 (EI+795) - il Columbia si trova a nord di Albuquerque
- 8:58:00 (EI+831) - a questo punto la temperatura nel bordo delle ali è di circa 1.580 °C
- 8:58:20 (EI+851) - il Columbia entra nel Texas ad una velocità di Mach 19,5 e altezza di 64 km
- A questo punto il Columbia perde una mattonella dello scudo termico, il detrito che è stato ritrovato più a ovest.
- 8:59:15 (EI+906) - MMACS informa il direttore di volo che sono state perse le letture della pressione di entrambe le ruote principali del carrello di atterraggio. Il direttore di volo avverte il Capsule Communicator (CAPCOM) di informare l'equipaggio che sono stati ricevuti i messaggi, che si stanno valutando le indicazioni e che il controllo di volo non ha compreso l'ultima trasmissione dell'equipaggio.

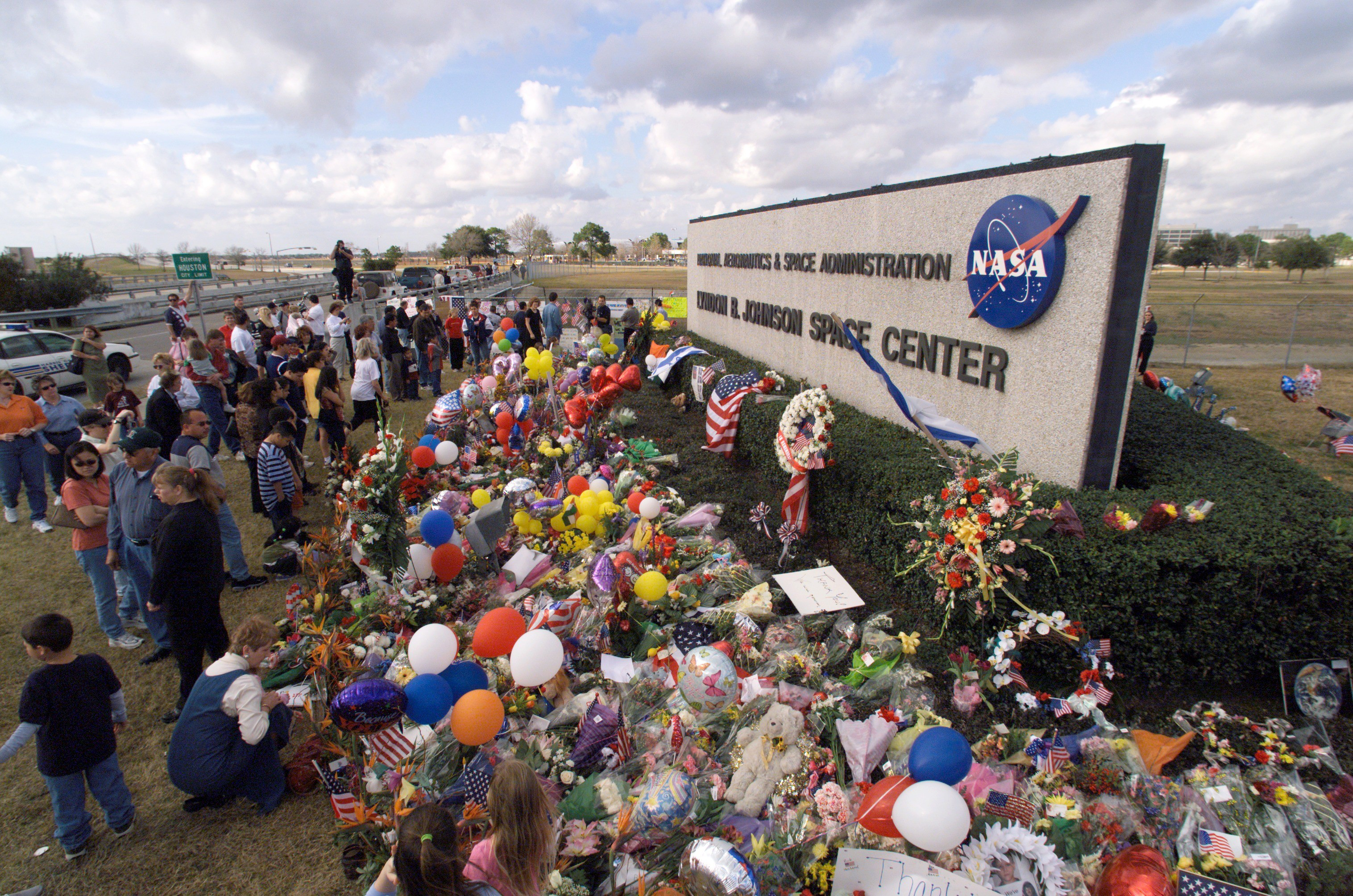
Una commemorazione improvvisata all'entrata principale del Johnson Space Center a Houston.

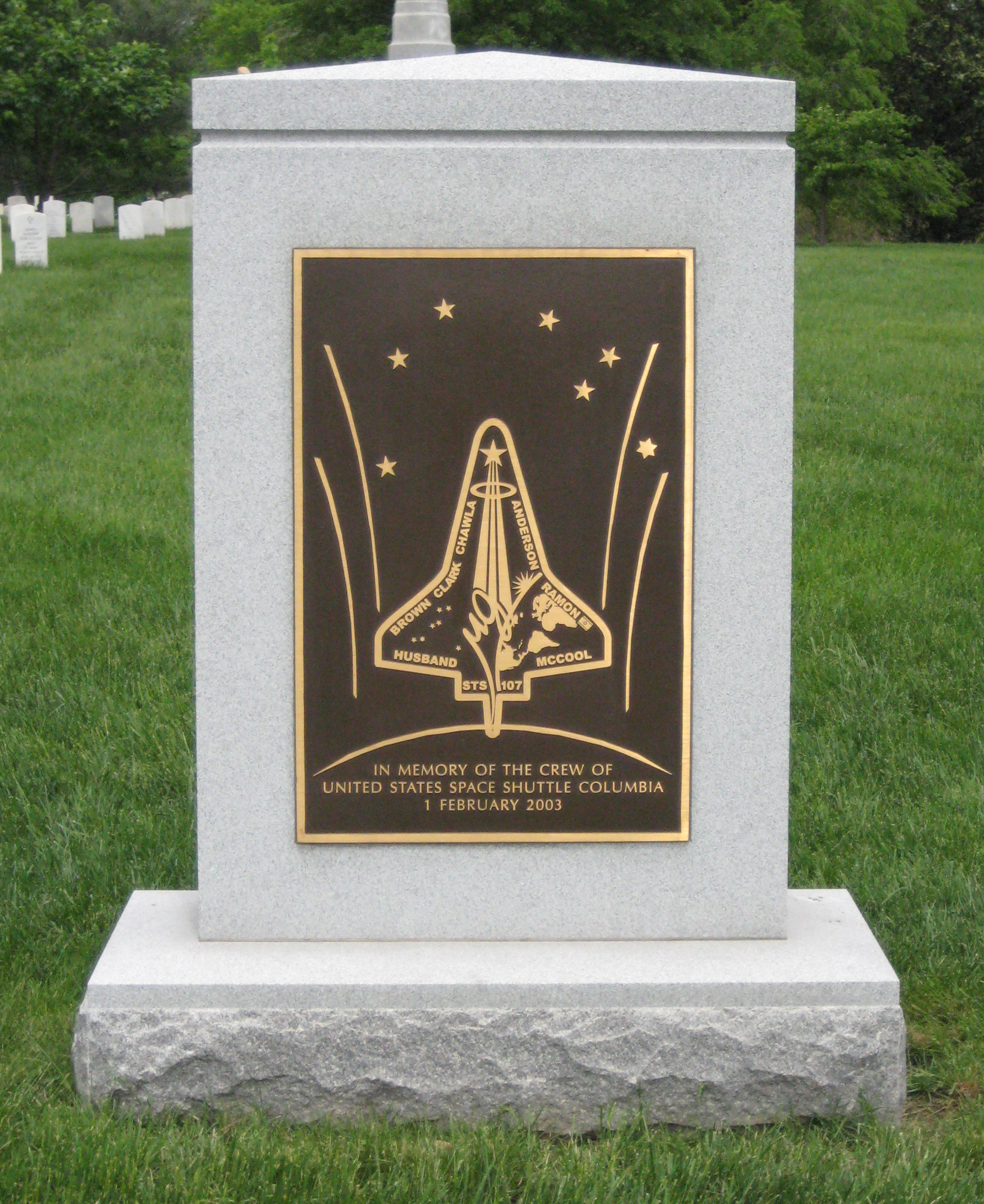

- 8:59:32 (EI+923) - viene registrata l'ultima risposta interrotta dal comandante: "Roger, uh, bu... (parola tagliata)". Questa è l'ultima comunicazione ricevuta dal Columbia.
- 9:00:18 (EI+969) - i video ripresi dagli osservatori a terra rivelano in seguito che l'orbiter si sta disintegrando. Al controllo missione, a parte la preoccupazione per la perdita dei contatti, non vengono riscontrati segni di problemi.
- 9:05 - i residenti nella regione centro-settentrionale del Texas odono un forte rumore e avvistano tracce di fumo e detriti nel cielo limpido sopra a Dallas.
- 9:12:39 (EI+1710) - dopo aver ricevuto notizia dell'avvistamento dell'incidente al Columbia, il direttore di volo dichiara lo stato di contingency e allerta le squadre di ricerca e recupero nell'area dove sono stati avvistati i detriti. Inoltre avverte il controllore di volo di "chiudere le porte" (lock the doors): ovvero si impone il silenzio sui dati di volo e si impedisce ai membri dei vari gruppi di comunicare dati e impressioni tra di loro, al fine di evitare condizionamenti tra i controllori di volo. Il 'lock the doors' implica anche che essi, oltre a dover conservare tutti i dati della missione per le successive indagini, debbano fare una prima indagine preliminare, solo nella specifica area di cui si occupano e senza comunicare con nessuno, come già imposto, per riscontrare palesi anomalie fra i dati.[3]

## Messaggio del Presidente
Alle 14:04 EST (19:04 UTC), il Presidente degli Stati Uniti George W. Bush si rivolse alla nazione con queste parole: 

Nonostante il disastro, il presidente assicurò la continuazione del programma spaziale: 

## Recupero dei detriti
Nelle aree scarsamente abitate a sudest di Dallas da Nacogdoches nel Texas orientale fino alla Louisiana e nella regione sudoccidentale dell'Arkansas furono ritrovati più di 2000 frammenti di detriti, tra cui resti umani. La NASA avvertì tramite un comunicato la popolazione che i detriti potevano contenere sostanze chimiche pericolose e che non dovevano essere toccati. Vennero avvertiti i servizi di emergenza e le amministrazioni locali, inoltre chiunque fosse stato trovato in possesso di detriti sarebbe stato perseguito. A causa della vasta area interessata, dei radioamatori volontari fornirono supporto nelle comunicazioni alle squadre di ricerca.
Alcuni residenti del Texas recuperarono dei detriti, ignorando gli avvertimenti, e tentarono di venderli all'asta sul sito eBay. L'asta venne annullata velocemente, ma altre offerte di merchandise del Columbia, come fotografie e stemmi di missione, raggiunsero valori molto elevati a seguito del disastro. Precedentemente non avevano riscosso, invece, alcun interesse.
Un gruppo di piccoli vermi, della specie Caenorhabditis elegans (lunghi circa 1mm da adulti) contenuti in piccole piastre di Petri racchiuse in recipienti di alluminio, sopravvissero al rientro e all'impatto con il terreno. Furono recuperati alcune settimane dopo l'incidente.
La sopravvivenza della coltura venne verificata il 28 aprile 2003; essa faceva parte dell'esperimento Biological Research in Canisters (BRIC), il cui principal investigator è Catharine A. Conley del NASA Ames Research Center, che era stato progettato per studiare l'effetto dell'assenza di peso nella fisiologia. I ricercatori furono in grado di recuperare dati scientifici utili.
Jules Mier Jr. e Charles Krenek, rispettivamente Debris Search Pilot e Debris Search Aviation Specialist, morirono durante le ricerche in un incidente di elicottero, nel quale rimasero ferite altre tre persone.

## Video di bordo
Tra i frammenti fu recuperato un video registrato dagli astronauti durante l'inizio del rientro. Il video venne in seguito reso pubblico sul sito web della NASA Archiviato il 10 luglio 2007 in Internet Archive. Dura tredici minuti e mostra l'equipaggio intento nelle procedure di routine per il rientro. Il filmato mostra gli astronauti sul ponte di volo mentre indossano i guanti e riprendono il plasma e le fiamme (fenomeni normali che si manifestano durante ogni rientro in atmosfera) che sono visibili attorno all'orbiter e termina circa quattro minuti prima che lo Shuttle si disintegri e undici minuti prima che il Mission Control perda ogni contatto radio; i minuti mancanti si ritiene che siano andati distrutti. Normalmente, il video sarebbe continuato fino all'atterraggio. 
Il video inizia 8 minuti e 40 secondi prima dell'E.I. (entry interface) e termina 4 minuti e 25 secondi dopo l'E.I., molto prima che a bordo o a Houston si abbia notizia di qualunque anomalia.

## Commissione d'inchiesta
Immediatamente dopo l'incidente venne formata una commissione indipendente di inchiesta (Columbia Accident Investigation Board - CAIB) formata da analisti esperti civili e militari.
Il registratore di volo del Columbia venne trovato vicino a Hempill, in Texas il 20 marzo 2003. A differenza degli aerei commerciali, gli Shuttle non hanno registratori del tipo scatola nera per indagare sulle cause di un eventuale incidente; i dati di volo sono trasmessi in tempo reale attraverso la telemetria a terra. Tuttavia, siccome il Columbia è stato il primo Shuttle ad essere costruito, era presente uno speciale registratore dei dati di volo, progettato per aiutare gli ingegneri nell'analisi delle performance del veicolo durante i primi voli di prova. Dopo questi test, il registratore non venne mai rimosso dal Columbia ed era ancora in funzione durante l'ultima missione. Le registrazioni comprendono diverse centinaia di parametri, assieme a log dettagliati dei dati strutturali che permise alla commissione di ricostruire molti eventi avvenuti prima della distruzione.
Il 7 luglio 2003 al Southwest Research Institute vennero effettuati test sull'impatto della schiuma del rivestimento. In particolare, vennero utilizzati dei blocchi di rivestimento di dimensione e massa simile a quello che colpì il Columbia. I test dimostrarono che l'impatto creò un buco di 41 x 42,5 cm in un pannello rinforzato Carbonio-Carbonio e conclusero che il Columbia subì un impatto che avrebbe potuto rompere i pannelli RCC nel bordo anteriore dell'ala.
Il 26 agosto, la commissione inviò il suo rapporto sull'incidente. Esso confermava che la causa primaria era da attribuire ad una breccia nel bordo anteriore dell'ala sinistra e criticava aspramente i processi decisionali (decision-making) e di valutazione del rischio (risk assessment) della NASA. Il rapporto concluse che i processi e la struttura organizzativa erano sufficientemente allentati da compromettere la sicurezza, indipendentemente dalle persone che occupavano i posti chiave nei processi decisionali. Ad esempio, lo Shuttle Program Manager era il responsabile per la sicurezza, la puntualità dei lanci e il contenimento dei costi, che spesso sono obiettivi in conflitto tra loro. La commissione rilevò che la NASA aveva accettato delle deviazioni rispetto ai rigorosi criteri di progettazione, considerandole "normali" quando si presentavano in molti lanci e non portavano a conseguenze fatali. Tra esse fu rilevato il conflitto tra le specifiche del sistema di protezione termico, che non era stato progettato per sostenere danni da impatto significativi, e i frequenti impatti che avvenivano durante i voli. La commissione espresse raccomandazioni riguardanti un significativo cambiamento nei processi e nella cultura della sicurezza.

## Commemorazioni

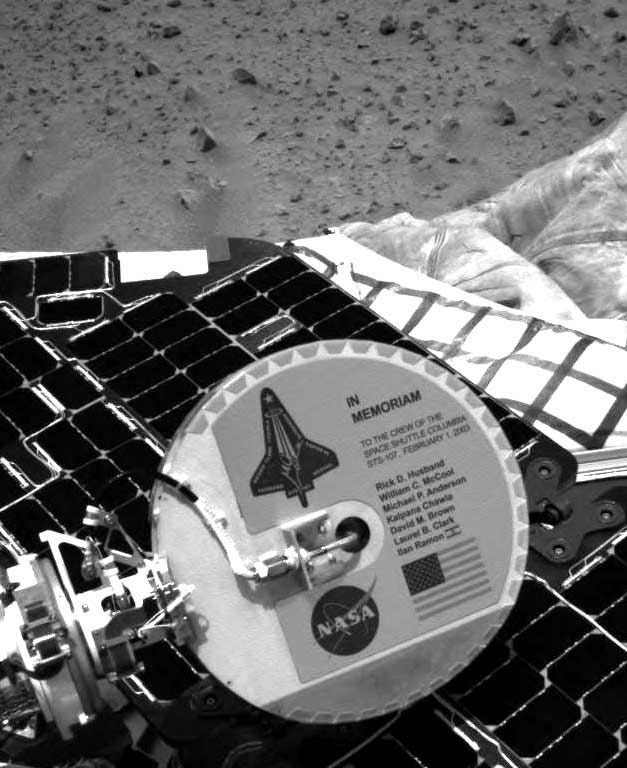
Commemorazione del Columbia su Marte

Il 4 febbraio 2003, il presidente George W. Bush e sua moglie Laura parteciparono ad una commemorazione per le famiglie degli astronauti al Johnson Space Center. Due giorni dopo, il vice presidente Dick Cheney e sua moglie Lynne parteciparono ad un omaggio ai caduti alla Washington National Cathedral.
Il 26 marzo il comitato scientifico della House of Representatives approvò la costituzione di un monumento all'Arlington National Cemetery per l'equipaggio della missione STS-107. Un monumento simile venne costruito al cimitero per l'equipaggio del Challenger. Il 28 ottobre 2003 i nomi degli astronauti vennero aggiunti allo Space Mirror Memorial presente al Kennedy Space Center Visitor Complex.
La NASA assegnò i nomi di molti luoghi in onore al Columbia e al suo equipaggio. Sette asteroidi scoperti nel luglio 2003 al Mount Palomar Observatory vennero chiamati ufficialmente con il nome dei sette astronauti: 
- 51823 Rickhusband
- 51824 Mikeanderson
- 51825 Davidbrown
- 51826 Kalpanachawla
- 51827 Laurelclark
- 51828 Ilanramon
- 51829 Williemccool

Il sito di atterraggio del rover Spirit venne chiamato Columbia Memorial Station e l'insieme di colline situate a est del sito vennero chiamate Columbia Hills. Il rover Spirit trasportò anche una placca commemorativa montata sul retro dell'antenna ad alto guadagno. Sulla Terra il National Scientific Balloon Facility della NASA venne rinominato Columbia Scientific Balloon Facility.
Nel 2004 la NASA ha istituito il NASA’s Day of Remembrance, una ricorrenza commemorativa che si celebra ogni anno l'ultimo giovedì di gennaio volta ad onorare i membri della famiglia della NASA che hanno perso la vita promuovendo la causa dell'esplorazione e della scoperta, inclusi gli equipaggi dell'Apollo 1 e le navette spaziali Challenger e Columbia.

## Conseguenze sui programmi spaziali
Dopo la perdita dello Shuttle, venne sospeso tutto il programma, con lo spostamento dei progetti di assemblaggio della Stazione spaziale internazionale. Infatti gli Shuttle erano i soli veicoli che potevano trasportare i moduli della stazione. I rifornimenti alla ISS continuarono utilizzando le navette Progress russe senza persone a bordo e gli equipaggi furono ruotati attraverso le navette Sojuz.
A meno di un anno dopo l'incidente, il Presidente degli Stati Uniti Bush annunciò il nuovo programma chiamato Vision for Space Exploration, dove era previsto il ritiro della flotta Shuttle dopo il completamento della stazione spaziale e lo sviluppo del Crew Exploration Vehicle. La NASA pianificò il ritorno ai voli attorno a settembre 2004, che venne in seguito rimandato a giugno 2005. Il 26 giugno 2005 alle 10:39 venne lanciato lo Space Shuttle Discovery (STS-114), segnando il ritorno del veicolo nello spazio. La missione ebbe successo, ma un frammento del rivestimento si staccò da un punto diverso del serbatoio, anche se non colpì l'orbiter. A causa di questo inconveniente, la NASA tenne a terra gli Shuttle fino alla risoluzione del problema. La seconda missione di "Ritorno al volo" (STS-121) iniziò con il lancio del Discovery il 4 luglio 2006.

## Il disastro dello Space Shuttle Columbia nei media
Il disastro dello Space Shuttle Columbia è stato analizzato nell'episodio "La misteriosa esplosione del Columbia" della seconda stagione del documentario Quei secondi fatali trasmesso dal National Geographic Channel.

## Voci correlate

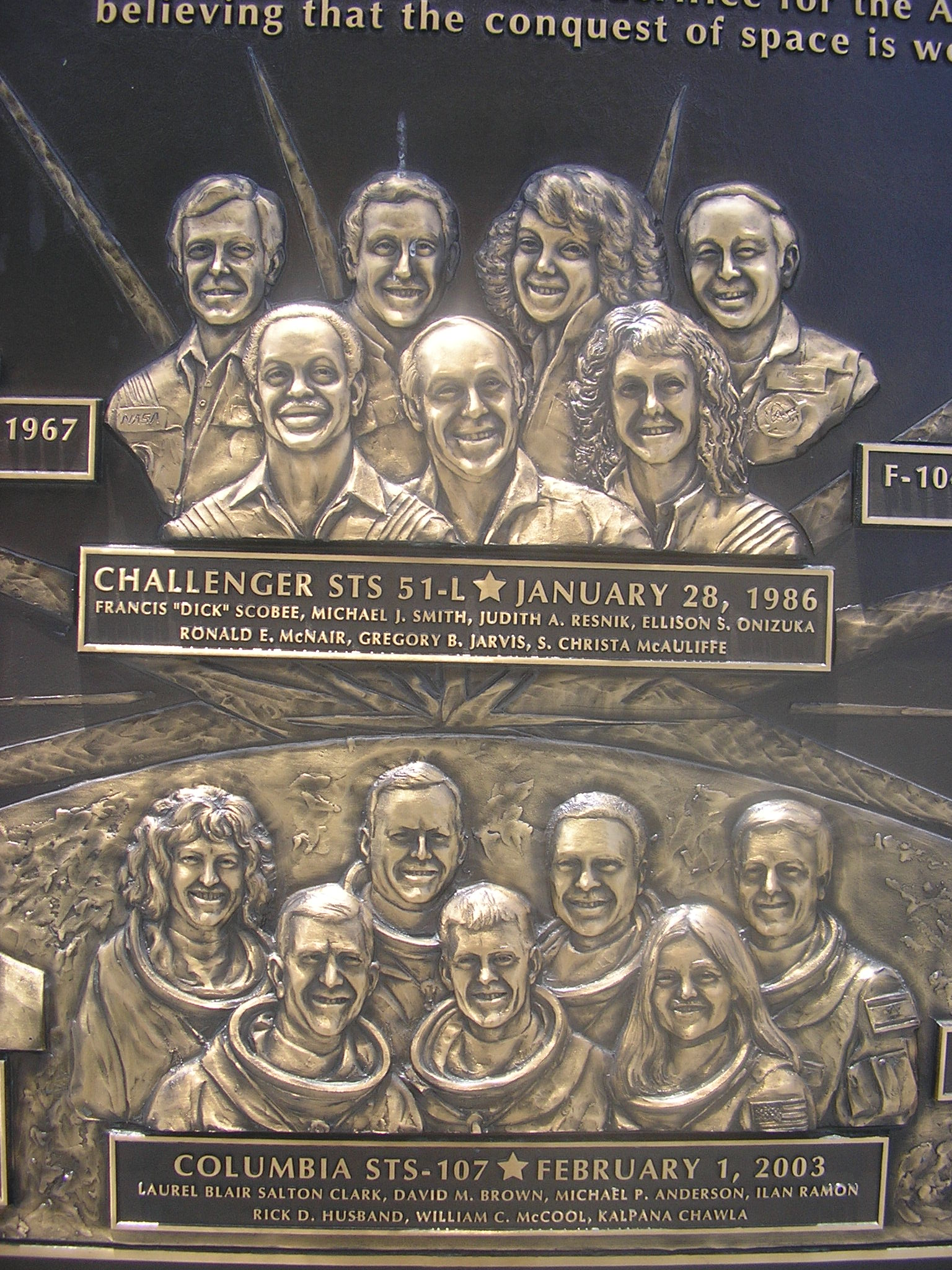
Targa in memoria degli equipaggi del Challenger e del Columbia al KSC